# Ribo
Ribo é uma banda de chilena de metal alternativo com influências do new metal e pós-hardcore, formada pelo vocalista Nicolás Díaz no ano de 2001 em Viña del Mar, Chile.

## Integrantes
- Nicolás Díaz - vocal
- Franco Puchi - baixo
- John Cifuentes - guitarra
- Brian Mallett - bateria

## Discografía

### Equilibrio (2003)
1. "De pie"
2. "Dos"
3. "Un nuevo día"
4. "Puente azul"
5. "Pisadas y el camino"
6. "Envuélveme"
7. "Todos somos mente"
8. "Necesidad"
9. "El niño más fuerte"
10. "Tiempo sin fin"
11. "Estrellas"
12. "De principio a fin"

### Demo 2005 (2005)
1. "Entre calor y temor"
2. "Todo lo que has perdido"
3. "Nuevo sabor"

### El Poder del Tiempo (2006)
1. "Ser perfecto"
2. "Afuera por hoy"
3. "Final y comienzo"
4. "Los olvidados"
5. "Nuevo sabor"
6. "Salvarnos"
7. "Marioneta"
8. "Años atrás"
9. "Aquello que no está"
10. "Oleaje"
11. "Nuestra voz"
12. "Antes de dormir"

### Totalmente Humano (2009)
1. Explotar
2. Ilusion Desilusion
3. Orquidea
4. Espejo
5. El Encuentro
6. Lo que seria del mundo
7. Promesa
8. Sala Vacia
9. Mi Destino
10. Sin Invitacion
11. Historia Inesperada
12. Salida
13. El Ultimo Anuncio